# Jorge López (pallavolista)
Jorge Antonio López (Naranjito, 6 febbraio 1992) è un pallavolista portoricano, schiacciatore dei Changos de Naranjito.

## Carriera

### Club
La carriera professionistica di Jorge López, soprannominato Jorge Titón López, inizia nella stagione 2010, quando debutta nella Liga de Voleibol Superior Masculino con gli Indios de Mayagüez, dove milita per cinque annate.
Nella stagione 2015 viene ingaggiato dai Mets de Guaynabo, che però lo cedono durante l'annata ai Changos de Naranjito, mentre al termine della stagione successiva gioca per la prima volta all'estero, approdando in Bahrein al Dar Kulaib per il resto dell'annata. Nel campionato 2017 ritorna ai Changos de Naranjito per un triennio. Dopo la cancellazione della LVSM del 2020, torna in campo dalla stagione 2021, sempre con la franchigia di Naranjito, con la quale conquista uno scudetto.

### Nazionale
Con la nazionale portoricana Under-19 conquista la medaglia d'argento al campionato nordamericano 2008, dove viene premiato come miglior realizzatore e miglior attaccante, mentre con quella Under-21, conquista la medaglia di bronzo al campionato nordamericano 2010, bissando il premio come miglior realizzatore.

## Palmarès

### Club
- Campionato portoricano: 1

2021

### Nazionale (competizioni minori)
- Campionato nordamericano Under-19 2008
- Campionato nordamericano Under-21 2010

### Premi individuali
- 2008 - Campionato nordamericano Under-19: Miglior realizzatore
- 2008 - Campionato nordamericano Under-19: Miglior attaccante
- 2010 - Campionato nordamericano Under-21: Miglior realizzatore
- 2017 - Liga de Voleibol Superior Masculino: MVP dello All-Star Game
- 2017 - Liga de Voleibol Superior Masculino: All-Star Team